# Dieter Bach (Theologe)
Dieter Bach (* 28. August 1932 in Duisburg) ist ein deutscher evangelischer Theologe.
Bach studierte Theologie und Pädagogik. Von 1960 bis 1972 war er seelsorgerisch in einer Pfarrgemeinde im Hunsrück tätig. 1972 übernahm er die Leitung des Evangelischen Erwachsenenbildungswerkes Rheinland-Süd. 1981 wechselte als Direktor zur Evangelischen Akademie Mülheim an der Ruhr und war zeitweise Vorsitzender der Evangelischen Akademien in Deutschland (EAD). Nach seiner Pensionierung war er als Berater der Evangelischen Akademie Görlitz tätig.
Über die Akademieleitung hinaus standen der Austausch und die Versöhnungsarbeit mit den osteuropäischen Ländern Polen und Russland im Mittelpunkt seiner Arbeit. Dank seiner Initiative fasste die Rheinische Kirchensynode wichtige Beschlüsse zur Versöhnung mit der damaligen Sowjetunion. Daraus entstand der Aufbau eines Zentrums für geistig und mehrfach behinderte Menschen in der Stadt Pskow.

## Ehrungen
- 1997: Ehrenbürger der Stadt Pskow
- 1999: Ehrendoktor der Freien Pädagogischen Universität in Moskau
- 30. September 2009: Verdienstkreuz 1. Klasse der Bundesrepublik Deutschland